# Jemma Lowe
Jemma Louise Lowe (Hartlepool, 31 de marzo de 1990) es una deportista británica que compitió en natación, especialista en el estilo mariposa. Está casada con el nadador Calum Jarvis.
Ganó cinco medallas en el Campeonato Mundial de Natación en Piscina Corta entre los años 2008 y 2012, tres medallas en el Campeonato Europeo de Natación, en los años 2008 y 2014, y seis medallas en el Campeonato Europeo de Natación en Piscina Corta entre los años 2008 y 2013.
Participó en dos Juegos Olímpicos de Verano, ocupando el cuarto lugar en Pekín 2008 (4 × 100 m estilos) y el sexto en Londres 2012 (200 m mariposa).

## Palmarés internacional
| Campeonato Mundial en Piscina Corta | Campeonato Mundial en Piscina Corta | Campeonato Mundial en Piscina Corta | Campeonato Mundial en Piscina Corta |
| Año                                 | Lugar                               | Medalla                             | Prueba                              |
| ----------------------------------- | ----------------------------------- | ----------------------------------- | ----------------------------------- |
| 2008                                | Mánchester (Reino Unido)            | Medalla de bronce                   | 100 m mariposa                      |
| 2008                                | Mánchester (Reino Unido)            | Medalla de bronce                   | 4 × 100 m estilos                   |
| 2010                                | Dubái (EAU)                         | Medalla de plata                    | 200 m mariposa                      |
| 2012                                | Estambul (Turquía)                  | Medalla de bronce                   | 100 m mariposa                      |
| 2012                                | Estambul (Turquía)                  | Medalla de bronce                   | 200 m mariposa                      |
| Campeonato Europeo                  |                                     |                                     |                                     |
| Año                                 | Lugar                               | Medalla                             | Prueba                              |
| 2008                                | Eindhoven (Países Bajos)            | Medalla de oro                      | 4 × 100 m estilos                   |
| 2014                                | Berlín (Alemania)                   | Medalla de oro                      | 4 × 100 m estilos mixto             |
| 2014                                | Berlín (Alemania)                   | Medalla de bronce                   | 4 × 100 m estilos                   |
| Campeonato Europeo en Piscina Corta |                                     |                                     |                                     |
| Año                                 | Lugar                               | Medalla                             | Prueba                              |
| 2008                                | Rijeka (Croacia)                    | Medalla de bronce                   | 200 m mariposa                      |
| 2011                                | Szczecin (Polonia)                  | Medalla de plata                    | 100 m mariposa                      |
| 2011                                | Szczecin (Polonia)                  | Medalla de plata                    | 200 m mariposa                      |
| 2013                                | Herning (Dinamarca)                 | Medalla de plata                    | 100 m mariposa                      |
| 2013                                | Herning (Dinamarca)                 | Medalla de bronce                   | 200 m mariposa                      |
| 2013                                | Herning (Dinamarca)                 | Medalla de bronce                   | 4 × 50 m estilos                    |